# Sedum amplexicaule
Sedum amplexicaule es una planta de la familia de las crasuláceas.

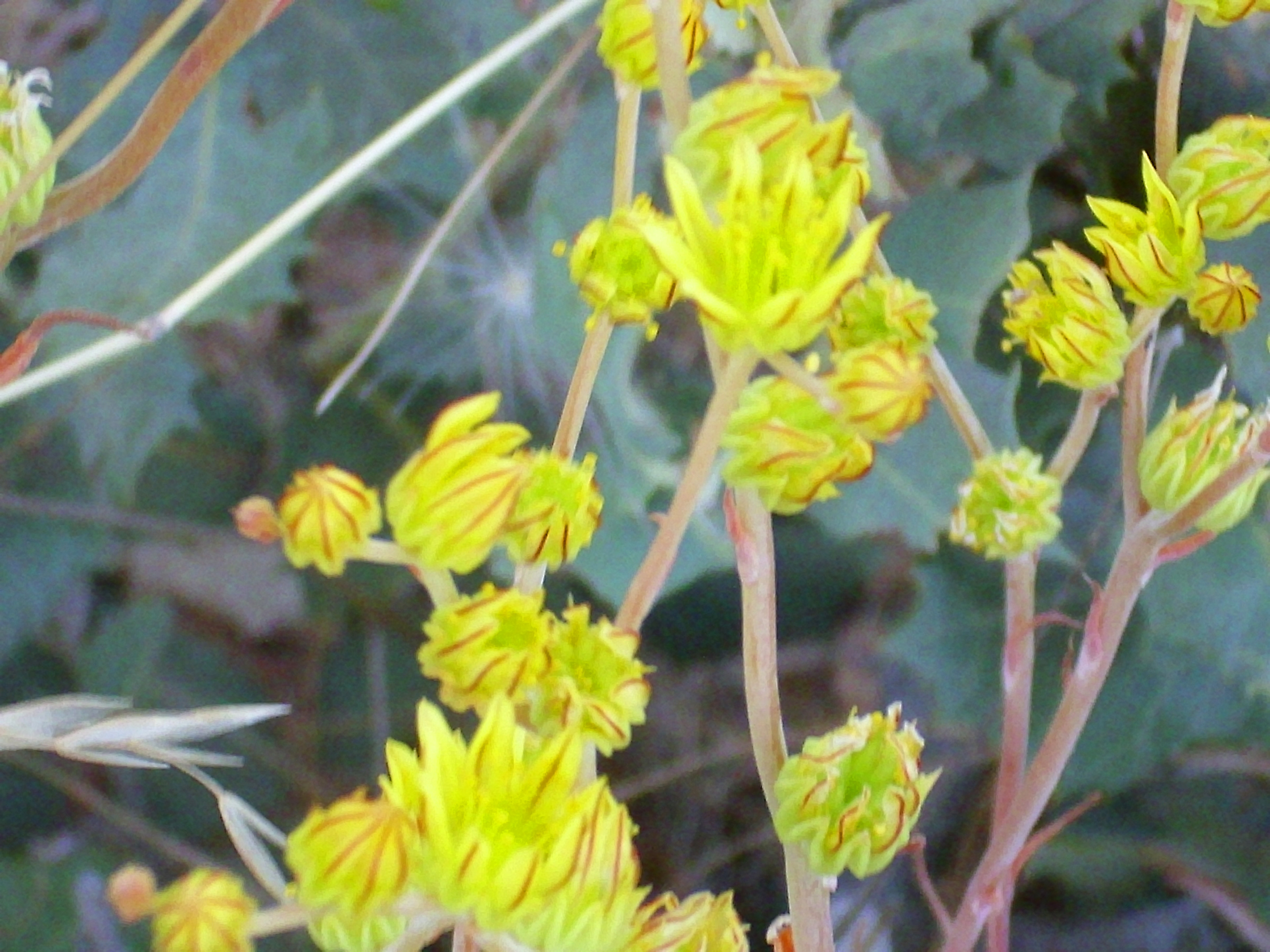
Vista de la planta

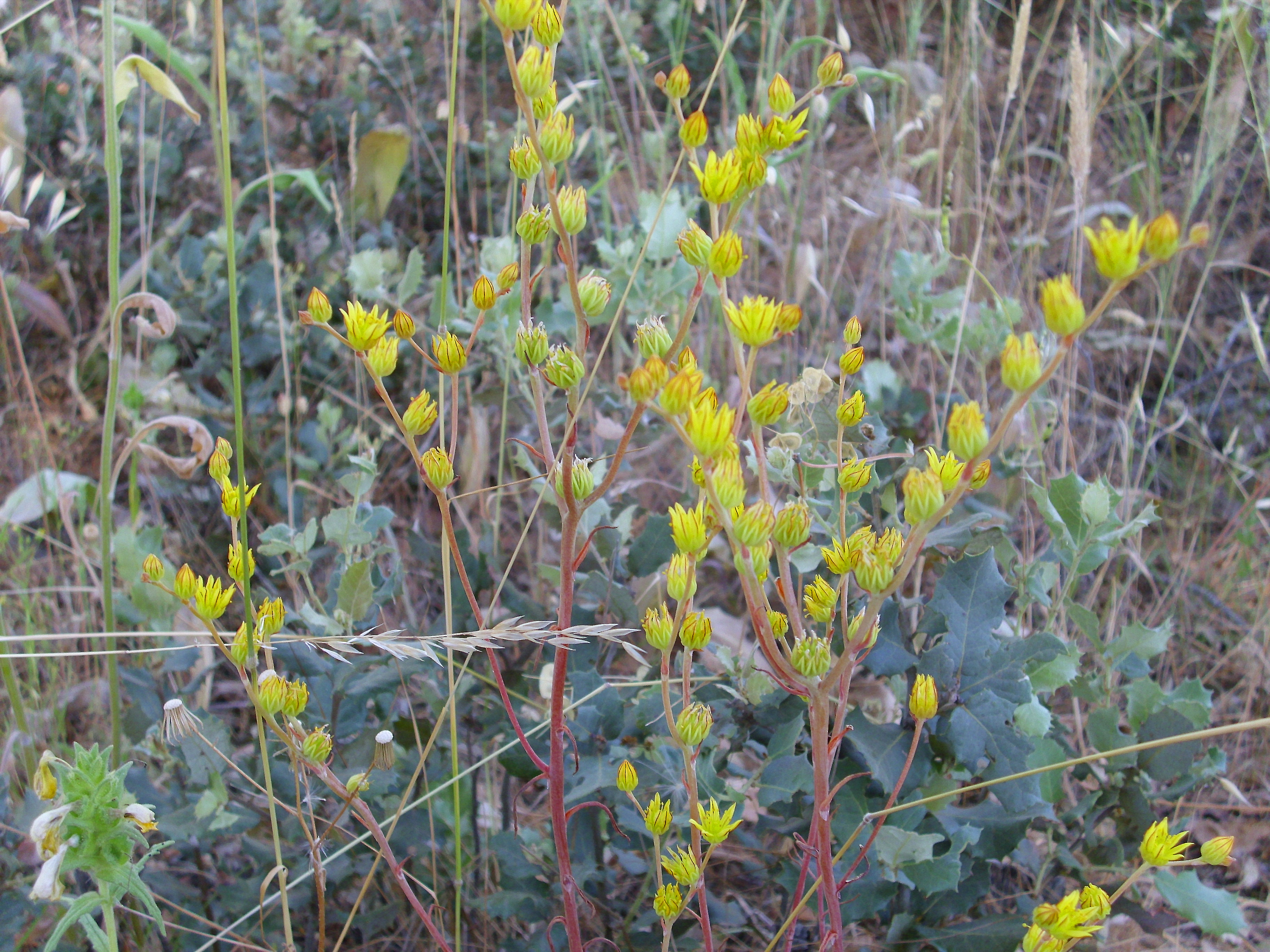
En su hábitat

## Descripción
Hierba vivaz, baja y esbelta con tallos ascendentes. Hojas verde grisáceo, muy imbricadas, cilíndricas-estrechas, puntiagudas, trilobuladas y que abrazan el tallo en la base. Flores amarillas, de 12-16 mm, con 5-8 pétalos usualmente con una vena central roja y dispuestas en grupos laxos, con 10-16 estambres.

## Distribución y hábitat
Todo el Mediterráneo excepto Chipre, el extremo oriental y la mayoría de islas más pequeñas. Hábitats rocosos, arenosos y monte bajo. Florece en primavera y verano.

## Taxonomía
Sedum amplexicaule fue descrita por Augustin Pyrame de Candolle y publicado en Mém. Agric. Soc. Agric. Dép. Seine 11: 12 (1808)
Citología
Número de cromosomas de Sedum amplexicaule (Fam. Crassulaceae) y táxones infraespecíficos: 2n=72 2n=24
Etimología
Ver: Sedum
amplexicaule: epíteto latino que significa "tallos entrelazados".
Sinonimia]
- Sedum tenuifolium (ibth & Sm.) Strobl.
- Petrosedum amplexicaule (DC.]) Velayos
- Petrosedum tenuifolium (Sm.) Grulich
- Sedum boryanum DC.
- Sedum rostratum Ten.
- Sempervivum anomalum Lag.
- Sempervivum hispanicum Pourr. ex Willk. & Lange
- Sempervivum tenuifolium Sm.[5]